# Duathathor-Henuttawy
| O10 | dwA · H8 · t | W10 · t · N17 · N17 |

| O10 | dwA · H8 · t | W10 · t · N17 · N17 |

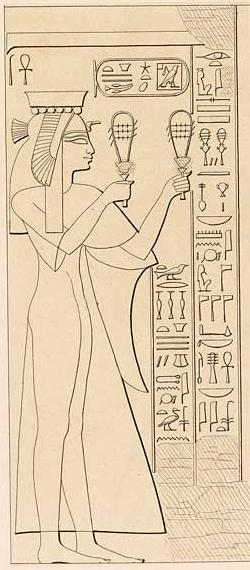
Duathathor-Henuttawy

Duathathor-Henuttawy,  Henuttawy o Henttawy ("adoradora de Hathor; señora de los dos países") fue una princesa, y posteriormente reina, del Antiguo Egipto.

## Familia
Henuttawy probablemente fuera una hija que Ramsés XI, último rey de la dinastía XX, tuvo con la reina Tentamun.
El lugar de Henuttawy en las familias reales del final de la dinastía XX y los comienzos de la XXI, no es enteramente claro y está abierto a interpretación. Duathathor-Henuttawy tenía varios títulos, incluyendo hija del rey; esposa del rey; madre del rey; señora de los dos países; ama de los dos países; hija de la gran esposa real; cantora principal de Amón; madre de la esposa real; madre del sumo sacerdote de Amón; Madre del generalísimo.
Edward F. Wente conjeturó que Henuttawy era hija de Smendes y la reina Tentamun, esposa de Pinedyem I y madre tanto del rey Psusenes como de la esposa de este, Mutnodjmet, que también fue madre del sumo sacerdote de Amón (Menjeperra), del generalísimo del sur y del norte (Menjeperra), y de la suma sacerdotisa de Amón (Maatkare). Kitchen, para explicar algunos de los títulos asociados al nombre de Henuttawy, conjeturó que durante aquel período hubo dos mujeres llamadas Henuttawy.
Wente demostró que Henuttawy era esposa de Pinedyem I, el sumo sacerdote tebano de Amón, quien era gobernante de facto del Alto Egipto y posteriormente asumió títulos faraónicos.
Los títulos de Henuttawy ayudan a identificar cuáles de los hijos de Pinedyem los tuvo con ella: Psusenes I, que se convertiría en faraón en Tanis; su esposa Mutnedjmet; y Maatkare, quien sería suma sacerdotisa de Amón. Probablemente también fuera la madre de Henuttawy la que está representada junto con Maatkare y Mutnedjmet en Karnak. Más difícil es identificar al sumo sacerdote al que se refieren los títulos: tres de los hijos de Pinedyem, Masaharta, Dyedjonsuefanj y Menjeperra llegaron a sumo sacerdote, y uno, dos, o los tres, podrían haber sido hijos de Duathathor-Henuttawy.
Niwiński conjetura que Henuttawy era hija de Ramsés XI y Tentamun. Dodson reconoce a dos reinas llamadas Tentamun. Una es la esposa de Ramsés XI y madre de Henuttawy. A esta reina se la menciona en el papiro funerario de la reina Hennutawy. Otra reina llamada Tentamun es una presunta hija de Ramsés XI y posible hermana carnal de Henuttawy. Esta Tentamun se casó con Esmendes. Se la menciona en la Historia de Unamón.
Se la menciona antes de que su marido ascendiera al trono, en un cáliz encontrado en Tanis, en un dintel, y en relieve del templo Jonsu en el complejo de Karnak. Incluso allí se la menciona como reina, con su nombre escrito en un cartucho. Posteriormente también se la menciona en una estela de Coptos, en el templo de Mut en Karnak y en varios objetos encontrados en la tumba de su hijo, en Tanis. Por lo demás, también está representada en la fachada del templo de Jonsu, en Karnak.

## Muerte y sepultura

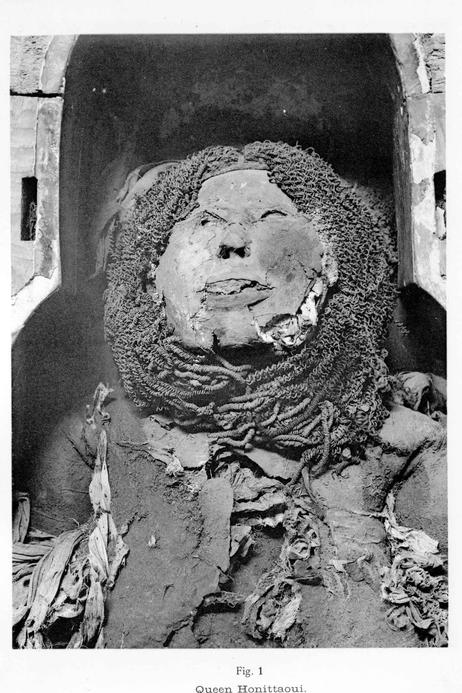
Momia de Henuttawy, fotografiada en 1912.

Su momia y sus ataúdes fueron encontrados en el escondrijo DB320 junto con varios miembros de su familia inmediata. Se sabe que primero se la sepultó en otra parte, cuyo emplazamiento se ignora, y que después se la trasladó a ese escondrijo.
La momia de Henuttawy fue encontrada en un conjunto de dos ataúdes de madera. Los ataúdes deben haber estado recubiertos de oro, pero todo el metal precioso había sido desbastado. Actualmente se encuentran en el Museo Egipcio de El Cairo. La momia resultó estropeada por obra de los ladrones de tumbas que, buscando el escarabajo del corazón, agujerearon la mayor parte del pecho. Rellenar con lino bajo la piel llegó a ser una práctica común en la momificación de la dinastía XX, pero esto había causado que la carne de la cara de Henuttawy se levantara, por lo que fue restaurada tras ser descubierta.
Auguste Mariette adquirió dos grandes rollos de papiros funerarios que se cree pertenecieron a la reina Henuttawy.